# (199900) Brunoganz
(199900) Brunoganz est un astéroïde de la ceinture principale.

## Description
(199900) Brunoganz est un astéroïde de la ceinture principale. Il fut découvert le 8 avril 2007 à Vallemare Borbona par Vincenzo Silvano Casulli. Il présente une orbite caractérisée par un demi-grand axe de 2,65 UA, une excentricité de 0,16 et une inclinaison de 15,6° par rapport à l'écliptique.

## Compléments